# Coppa Italia Dilettanti (Fase Promozione) 1984-1985
La fase Promozione della Coppa Italia Dilettanti 1984-1985 è un trofeo di calcio cui partecipano le squadre militanti nella Promozione 1984-1985. Questa è la 4ª edizione. Le 5 squadre superstiti si qualificano per i quarti di finale della Coppa Italia Dilettanti 1984-1985 assieme alle 3 della fase Interregionale.

## Prima fase

### Friuli-Venezia Giulia
| Squadra 1            | Totale        | Squadra 2            | Andata     | Ritorno    |
| -------------------- | ------------- | -------------------- | ---------- | ---------- |
| PRIMO TURNO          | PRIMO TURNO   | PRIMO TURNO          | 02.09.1984 | 09.09.1984 |
| Sacilese             | 2 – 0         | Fontanafredda        | 1 – 0      | 1 – 0      |
| Cordenons            | 1 – 2         | Orcenico Sanvitese   | 0 – 0      | 1 – 2      |
| Juniors Casarsa      | 2 – 3         | SPAL Cordovado       | 1 – 1      | 1 – 2      |
| Tarcentina           | 3 – 2         | Sandanielese         | 1 – 1      | 2 – 1      |
| Cussignacco          | 2 – 1         | Pasianese            | 1 – 0      | 1 – 1      |
| Cormonese            | 2 – 2 (gfc)   | Pieris               | 2 – 1      | 0 – 1      |
| Monfalcone           | 5 – 2         | Edile Adriatica      | 3 – 0      | 2 – 2      |
| San Giovanni Trieste | 2 – 1         | Portuale Trieste     | 1 – 0      | 1 – 1      |
| SECONDO TURNO        | SECONDO TURNO | SECONDO TURNO        | 16.09.1984 | 19.09.1984 |
| Sacilese             | 4 – 0         | Orcenico Sanvitese   | 3 – 0      | 1 – 0      |
| SPAL Cordovado       | 3 – 4         | Tarcentina           | 0 – 1      | 3 – 3      |
| Cussignacco          | 2 – 1         | Pieris               | 0 – 1      | 2 – 0      |
| Monfalcone           | 5 – 4         | San Giovanni Trieste | 3 – 0      | 2 – 4      |

### Campania
| Squadra 1     | Totale        | Squadra 2              | Andata     | Ritorno    |
| ------------- | ------------- | ---------------------- | ---------- | ---------- |
| PRIMO TURNO   | PRIMO TURNO   | PRIMO TURNO            | 02.09.1984 | 09.09.1984 |
| Posillipo     | 6 – 1         | Juvenes Frattaminorese | 5 – 0      | 1 – 1      |
| SECONDO TURNO | SECONDO TURNO | SECONDO TURNO          | 16.09.1984 | 19.09.1984 |
| Posillipo     | 3 – 0         | Caprese                | 1 – 0      | 2 – 0      |

### Basilicata
| Squadra 1     | Totale        | Squadra 2         | Andata     | Ritorno    |
| ------------- | ------------- | ----------------- | ---------- | ---------- |
| PRIMO TURNO   | PRIMO TURNO   | PRIMO TURNO       | 02.09.1984 | 09.09.1984 |
| Real Genzano  | 2 – 3         | Irsinese          | 1 – 1      | 1 – 2      |
| Scanzano      | ? – ?         | Forastiere Senise | ? – ?      | ? – ?      |
| Pro Matera    | ? – ?         | Avigliano         | ? – ?      | 2 – 0      |
| SECONDO TURNO | SECONDO TURNO | SECONDO TURNO     | ?.09.1984  | 26.09.1984 |
| Irsinese      | ? – ?         | Pro Matera        | ? – ?      | 1 – 2      |
| Trebisacce    | ? – ?         | Forastiere Senise | ? – ?      | 0 – 3      |

### Puglia
Passano il primo turno: Bitonto, Massafra, Santeramo, Copertino, Matino, Ginosa, Castellana e un'altra.
Passano il secondo turno: Bitonto, Massafra, Matino, più il Santeramo che ha giocato il 27 settembre ed ha vinto 3-2 contro il Castellana (partita forse giocata a Noci).

## Terzo turno
| Squadra 1                 | Totale          | Squadra 2                | Andata     | Ritorno    |
| ------------------------- | --------------- | ------------------------ | ---------- | ---------- |
| TERZO TURNO               | TERZO TURNO     | TERZO TURNO              | 01.11.1984 | 30.12.1984 |
| (FVG) Sacilese            | 3 – 2           | Tombolo (VEN)            | 2 – 1      | 1 – 1      |
| (FVG) Tarcentina          | 2 – 2 (5-3 dtr) | Caerano (VEN)            | 1 – 1      | 1 – 1      |
| (FVG) Cussignacco         | 1 – 1 (4-3 dtr) | Liventina (VEN)          | 0 – 1      | 1 – 0      |
| (VEN) Fulgor Trevignano   | 0 – 2           | Monfalcone (FVG)         | 0 – 2      | 0 – 0      |
| (CAM) Posillipo           | 5 – 1           | Priverno Fossanova (LAZ) | 3 – 0      | 2 – 1      |
| (BAS) Pro Matera          | ? – ?           | Massafra (PUG)           | ? – ?      | ? – ?      |
| (CAM) Sibilla Bacoli      | ? – ?           | Santeramo (PUG)          | ? – ?      | ? – ?      |
| (CAM) ?                   | ? – ?           | Matino (PUG)             | ? – ?      | ? – ?      |
| (CAM) Pontecagnano Faiano | ? – ?           | Bitonto (PUG)            | ? – ?      | ? – ?      |

## Quarto turno
| Squadra 1 | Totale | Squadra 2         | Andata | Ritorno |
| --- | ------ | ----------------- | ------ | ------- |
| QUARTO TURNO le date ufficiali non sono disponibili poiché il maltempo ha fatto rinviare più volte le partite |        |                   |        |         |
| (LOM) Desenzano                                                                                               | 4 – 2  | Sacilese (FVG)    | 2 – 2  | 2 – 0   |
| (VEN) Union Clodiasottomarina                                                                                 | 5 – 2  | Tarcentina (FVG)  | 3 – 0  | 2 – 2   |
| (FVG) Cussignacco                                                                                             | 1 – 2  | Castiglione (LOM) | 0 – 1  | 1 – 1   |
| (FVG) Monfalcone                                                                                              | 0 – 2  | Schio (VEN)       | 0 – 1  | 0 – 1   |
| (CAM) Posillipo                                                                                               | 4 – 1  | Fiuggi (LAZ)      | 1 – 0  | 3 – 1   |

## Quinto turno
| Squadra 1       | Totale | Squadra 2      | Andata | Ritorno |
| --------------- | ------ | -------------- | ------ | ------- |
| (CAM) Posillipo | 4 – 1  | Bagheria (SIC) | 3 – 1  | 1 – 0   |

## Ottavi di finale
| Squadra 1       | Totale | Squadra 2      | Andata | Ritorno |
| --------------- | ------ | -------------- | ------ | ------- |
| (CAM) Posillipo | 3 – 2  | Massafra (PUG) | 2 – 1  | 1 – 1   |

## Verdetti
Narnese, Posillipo, Rovellasca, più altre due squadre accedono ai quarti di finale della Coppa Italia Dilettanti 1984-1985.